# Ghizela
Ghizela là một xã thuộc hạt Timiș, România. Dân số thời điểm năm 2002 là 1304 người.